# Mary Poonen Lukose
Mary Poonen Lukose (2 août 1886-2 octobre 1976) est une gynécologue-obstétricienne indienne et la première femme chirurgienne générale d'Inde. Elle fonde un sanatorium pour tuberculeux à Nagarcoil et l'Institut des rayons X et du radium à Thiruvananthapuram. Mary Lukose est cheffe du département de la santé de l'État princier de Travancore dont elle est la première femme législatrice. En 1975, le gouvernement indien lui décerne le Padma Shri, la quatrième récompense civile indienne la plus élevée.

## Biographie

### Jeunesse et études en Inde
Mary Lukose, née Mary Poonen est une enfant unique d'une famille riche. Elle naît le 2 août 1886, à Aymanam - (village cité dans le roman Le Dieu des Petits Riens) — dans l'État princier de Travancore (aujourd'hui Kerala), dans l'Empire britannique des Indes. Son père, TE Poonen est le premier diplômé en médecine de Travancore et le médecin royal de l'État de Travancore. Sa mère ayant des problèmes de santé, Mary Poonen Lukose est élevée par des gouvernantes britanniques. Elle termine sa scolarité au lycée Holy Angel's Convent, Thiruvananthapuram et réussit l'examen d'inscription universitaire. La section scientifique du Maharajas College, Thiruvananthapuram (aujourd'hui University College Thiruvananthapuram) n'accepte pas les femmes et refuse son admission. Tenace, Mary Lukose choisit l'histoire comme discipline afin d'entrer dans cet établissement. Elle obtient un diplôme (BA) en 1909, alors qu'elle est la seule étudiante du Maharajas College. C'est la première femme diplômée de l'Université de Madras à laquelle le Maharajas College est affilié.

### Formation à Londres
Comme les universités indiennes ne permettent pas aux femmes d'étudier la médecine, elle déménage à Londres et obtient le MBBS de l'Université de Londres. Elle devient ainsi la première femme à obtenir un diplôme en médecine dans ce qui deviendra plus tard le Kerala. Elle reste au Royaume-Uni pour obtenir un MRCOG (gynécologie et obstétrique) de l'hôpital Rotunda de Dublin et suit une formation avancée en pédiatrie à l'hôpital Great Ormond Street. Plus tard, elle travaille dans divers hôpitaux du Royaume-Uni et poursuit simultanément des études de musique pour obtenir le London Music Examination.

### Carrière en Inde
Mary Poonen Lukose retourne en Inde en 1916, l'année de la mort de son père, et devient obstétricienne à l'hôpital des femmes et des enfants, W&C, Thycaud,Thiruvananthapuram. Elle travaille également comme surintendante de l'hôpital. C'est la première fois qu'une indienne occupe ce poste habituellement réservé aux blancs. Lors de son séjour à l'hôpital de Thycaud, elle constate que celui-ci est presque vide en raison des superstitions qui pèsent sur l'établissement et du poids des traditions. Elle initie alors un programme de formation des sages-femmes locales pour la naissance de leurs enfants afin de gagner leur confiance et leur soutien. Elle donne l'exemple en accouchant de son premier-né à l'hôpital. En 1922, elle est nommée à l'assemblée législative de Travancore (Conseil d'État de Sree Chitra), devenant ainsi la première femme législatrice de l'État. En 1924, elle est promue chirurgienne générale par intérim de l'État de Travancore. C'est la première femme nommée chirurgienne générale en Inde. Selon le Dr Kanam, elle est même la première femme au monde à être nommée chirurgienne générale,,. Elle poursuit son travail à l'hôpital jusqu'en 1938, période pendant laquelle elle est nommée à l'assemblée de l'État sans interruption jusqu'en 1937. En 1938, elle est responsable de 32 hôpitaux publics, 40 dispensaires dispensaires publics et 20 établissements privés.
Mary Poonen Lukose est l'une des fondatrices du chapitre Thiruvananthapuram (Trivandrum) de la Young Women's Christian Association (YWCA). Elle en devient la présidente et fondatrice en 1918, un poste qu'elle conserve jusqu'en 1968. Elle est commissaire en chef du mouvement des Guides en Inde,. Elle est également membre fondatrice de l'Association médicale indienne et de la Fédération des sociétés d'obstétrique et de gynécologie de l'Inde (FOGSI), initialement nommée Société obstétricale et gynécologique. En tant que chirurgienne générale de l'État, elle fonde le sanatorium pour tuberculeux à Nagarcoil, l'un des premiers en Inde, qui devient plus tard le Kanyakumari Government Medical College. Elle fonde également le X-Ray and Radium Institute à Thiruvananthapuram.

### Vie privée
En 1917, elle épouse Kunnukuzhiyil Kurivilla Lukose, un avocat qui devient plus tard un juge de la Haute Cour de Travancore. Mary Poonen Lukose et son mari ont deux enfants. Gracie, l'aînée, est médecin et professeure-assistante au Lady Hardinge Medical College, New Delhi et le plus jeune, K. P. est consul général, représentant permanent de l'Inde auprès des Nations unies et l'ambassadeur indien en Bulgarie,. Son mari meurt en 1947 et ses deux enfants meurent également avant elle. Elle meurt le 2 octobre 1976 à l'âge de 90 ans.

## Distinctions et hommages
- Elle reçoit le titre Vaidyasasthrakusala, de Chithira Thirunal Balarama Varma, le dernier maharaja de Travancore[5].
- Le gouvernement indien lui décerne la décoration civile de Padma Shri en 1975[15].
- Le ministre des finances du Kerala, T. M. Thomas Isaac’s, rend hommage aux liens particuliers de Mary Poonen Lukose avec Thiruvananthapuram en 2018[16].